# Intel Fortran Compiler
Intel Fortran Compiler — оптимизирующий компилятор Фортрана, разрабатываемый компанией Intel для своих процессоров архитектур x86, x86-64, IA-64. Генерирует наиболее быстрый код для этих процессоров. Поддерживаемые операционные системы: Windows NT, Linux, Mac OS X.